# Urumea
Der Río Urumea (baskisch: [uˈɾumea] oder [uɾuˈmea]; vom Baskischen „ur“ 'Wasser' + „me(he)a“ 'dünn') oder Urumea ibaia ist ein Fluss im Baskenland im Norden der Iberischen Halbinsel, der auch geschützte Habitate beherbergt.

## Flusslauf
Der Río Urumea hat seinen Ursprung im Höhenkamm Macizo de Cinco Villas in der Provinz Navarra nahe dem Leitza-Pass. Er fließt anfangs in nördlicher Richtung durch das Tal von Goizueta. Er verläuft in zahlreichen Schleifen im nordspanischen Kantrabischen Gebirge weitgehend nordwärts, bevor er das Stadtgebiet von Donostia-San Sebastián erreicht. Er mündet schließlich in den Golf von Biskaya, eine Bucht des Atlantiks.

## Fauna
Im Río Urumea finden sich Bachforelle, Europäischer Aal, Elritze und Bachschmerle.